# Balatonszepezd
Balatonszepezd là một thị trấn thuộc hạt Veszprém, Hungary. Thị trấn này có diện tích 25,06 km², dân số năm 2010 là 404 người, mật độ 16 người/km².